# أيزو 3166-2:CW
أيزو 31166-2:CW هو الجزء المخصص لدولة كوراساو في أيزو 3166-2، وهو جزء من معيار أيزو 3166 الذي نشرته المنظمة الدولية للتوحيد القياسي (أيزو)، والذي يُعرف رموز لأسماء التقسيمات الرئيسية (مثل الأقاليم، الجهات، المقاطعات أو الولايات) من جميع البلدان في ترميز أيزو 3166-1.
كوراساو هي دولة تأسيسية في مملكة الأراضي المنخفضة، تم تعيين رمز أيزو 3166-1 حرفي-2 لها " CW". ومع ذلك، تم تخصيص رمز أيزو 3166-2 لها تحت رمز هولندا كالتالي :NL-CW.

## وصلات خارجية
- المنظمة الدولية للتوحيد القياسي أيزو 3166-2:CW